# جهة بني ملال خنيفرة
جهة بني ملال خنيفرة هي إحدى الجهات الإدارية في التقسيم الجهوي الجديد للمملكة المغربية منذ 2015. أحدثت الجهة بعد التعديلات التي شملت جهات المغرب بفعل دستور 2011 والجهوية الموسعة التي تبناها المغرب، لتطبيق اللامركزية، حيث تغيرت عدد الجهات من 16 إلى 12 حملت الجهة تغيير في الأسماء السابقة حيث ضمت كل من خنيفرة وخريبكة إلى بني ملال حيث كانت خنيفرة سابقا ضمن جهة مكناس تافيلالت وخريبكة ضمن جهة الشاوية ورديكة بينما كانت بني ملال ضمن جهة تادلة أزيلال والذي أحدثت به سنة 1971 حيث عرفت تغييرات داخلية وخارجية، ومع التقسيم الجديد الذي ألحق إلى بني ملال بعض الأقاليم. يحد الجهة من جهة الشمال كل من جهة فاس مكناس وجهة الرباط سلا القنيطرة أما من جهة الغرب فتحدها جهة الدار البيضاء سطات وجهة مراكش آسفي وتحدها جهة درعة تافيلالت شرقا وجنوبا. وتقدر مساحتها بحوالي 36.258 كم2، وعدد سكانها 2.520.776 نسمة حسب آخر إحصاء لسنة 2014، وعاصمتها مدينة بني ملال، يرمز لها برقم 5 حسب التصنيف الجديد للجهات.

## التقسيم الإداري
تنقسم الجهة إلى خمسة أقاليم هي:
- إقليم بني ملال
- إقليم خريبكة
- إقليم خنيفرة
- إقليم أزيلال
- إقليم الفقيه بن صالح

## مدن جهة بني ملال خنيفرة
| الشعار | المدينة        | صورة | الإقليم/العمالة      | المساحة (كلم²) | عدد السكان (2014) | العمدة     | الموقع                          |
| ------ | -------------- | ---- | -------------------- | -------------- | ----------------- | ---------- | ------------------------------- |
|        | بني ملال       |      | إقليم بني ملال       | 50.70          | 192,676           | أحمد شدا   | 32°20′N 6°22′W / 32.33°N 6.36°W |
|        | الفقيه بن صالح |      | إقليم الفقيه بن صالح | 29.08          | 102,019           | محمد مبديع | 32°36′N 6°46′W / 32.6°N 6.76°W  |
|        | القصيبة        |      |                      |                |                   |            |                                 |

| لا توجد صورة حرّة | إقليم بني ملال        | 5.85             | 18.481               | محمد وقربي | 32°34′N 6°02′W / 32.56°N 6.03°W |                 |                                 |
|                  | قصبة تادلة            |                  | إقليم بني ملال       | 19.54      | 47,020                          | محمد جلال       | 32°36′N 6°16′W / 32.6°N 6.26°W  |
|                  | زاوية الشيخ           |                  | إقليم بني ملال       | 7.00       | 25,388                          | الزوهيري شرقاوي | 32°39′N 5°55′W / 32.65°N 5.92°W |
|                  | أبي الجعد             | لا توجد صورة حرّة | إقليم خريبكة         | 12.07      | 46,893                          | خليفة مجيدي     | 32°46′N 6°24′W / 32.76°N 6.4°W  |
|                  | بوجنيبة               |                  | إقليم خريبكة         | 4.21       | 16,030                          | صديق هجري       | 32°54′N 6°47′W / 32.9°N 6.78°W  |
|                  | حطان                  | لا توجد صورة حرّة | إقليم خريبكة         | 1.98       | 10,618                          | مصطفى الفرار    | 32°50′N 6°48′W / 32.84°N 6.80°W |
|                  | خريبكة                |                  | إقليم خريبكة         | 37.65      | 193,372                         | الشرقي الغلمي   | 32°53′N 6°54′W / 32.88°N 6.9°W  |
|                  | وادي زم               | لا توجد صورة حرّة | إقليم خريبكة         | 16.70      | 95,243                          | الصيري خليفة    | 32°52′N 6°34′W / 32.86°N 6.56°W |
|                  | مريرت                 |                  | إقليم خنيفرة         | 7.55       | 42,730                          | محمد عدال       | 33°10′N 5°34′W / 33.16°N 5.56°W |
|                  | خنيفرة                |                  | إقليم خنيفرة         | 13.94      | 116,589                         | إبراهيم أوعابا  | 32°56′N 5°40′W / 32.93°N 5.66°W |
|                  | أزيلال                |                  | إقليم أزيلال         | 12.31      | 38,066                          | عائشة آيت حدو   | 31°58′N 6°34′W / 31.96°N 6.56°W |
|                  | دمنات                 |                  | إقليم أزيلال         | 8.92       | 29,481                          | حميد الغوات     | 31°44′N 7°02′W / 31.73°N 7.03°W |
|                  | أولاد عياد            | لا توجد صورة حرّة | إقليم الفقيه بن صالح | 5.99       | 23,818                          | صالح حنين       | 32°25′N 7°06′W / 32.41°N 7.1°W  |
|                  | سوق السبت أولاد النمة | لا توجد صورة حرّة | إقليم الفقيه بن صالح | 10.95      | 60,016                          | بلقاسم الوستيتي | 32°18′N 6°42′W / 32.3°N 6.7°W   |

## الاقتصاد
تهتم الدولة باقتصاد الجهة فكما قال الملك الراحل الحسن الثاني في ظهير 1971 «إن علينا أن نسهر على أن لا تنمو جهة اقتصادية على حساب الجهات الأخرى»، فإن الجهة تتوفر على بنية اقتصادية مهمة ذات شهرة على المستوى الوطني غنية بإنتاجات نباتية وحيوانية متنوعة تساهم في الصناعة الغذائية المحلية وكذا العديد من الصناعات الأخرى على مستوى جهات المغرب إلى جانب قطاع الخدمات والسياحة الذي يشكل ثاني قطاع رئيسي في الاقتصاد المحلي، وكذا احتلالها مكانة مهمة في القطاع الغابوي والمعادن كالفوسفاط وغيرها.

### الفوسفات
يزخر اقتصاد الجهة بتنوعه ففي إقليم خريبكة ثروة منجمية مهمة، منها الفوسفات حيث تحتل المرتبة الأولى على الصعيد الوطني بتوفرها على احتياطي جد مهم من الفوسفات بالمغرب يقدر ب 37.35 مليار م3 إلى غاية 1 يناير 2000 يذكر ان المغرب يحتل المرتبة الأولى عالميا من حيث تصدير الفوسفات والمرتبة الثالثة عالميا من حيث الإنتاج، اكتشف الفوسفات في المغرب أول الأمر في هذه الجهة بضواحي وادي زم سنة 1917، وترجع بداية استخراجه من منجم أولاد عبدون بناحية خريبكة إلى سنة 1921 ويشكل الفوسفات بالمغرب أول ثروة معدنية إذ يقدر احتياطه بحوالي 74% من الاحتياط العالمي.

## الصناعة
وبغض النظر عن الفوسفات، عرف الإقليم بروز وحدات صناعية أخرى في مختلف القطاعات الاقتصادية:
- الصناعة الكهربائية والإلكترونية
- الصناعات الكيماوية وشبه الكيماوية
- الصناعة الغذائية
- الصناعة الميكانيكية والحديدية
- صناعة النسيج

ومن بين المناطق الصناعية نجد المنطقة الصناعية لخريبكة (الحي الصناعي):20 هكتار (234 تجزئة) و13 وحدة صناعية عاملة - مشروع توسيع المنطقة
المنطقة الصناعية لوادي زم.
المنطقة الصناعية لأبي الجعد.
مصادر فوسفات بالأولاد عزوز

## الفلاحة

### الشمندر السكري
تنتج الجهة حوالي 40% من إجمالي إنتاج المغرب حيث خصصت لها مساحة 15 ألف هكتار، ولقد بلغ إنتاج مادة الشمندر السكري بجهة بني ملال خنيفرة خلال موسم 2014-2015 حوالي مليون طن بمعدل 68.5 طن للهكتار وإنتاج معدل 11.5 طن للهكتار بالنسبة لمادة السكر، وحسب معطيات اللجنة التقنية الجهوية لتادلة عن إنتاج المادة فإن الموسم الفلاحي وعلى الرغم الظروف المناخية غير المناسبة التي عرفها الموسم بالجهة حقق إنجازات جيدة لقطاع الشمندر تتوافق مع الأهداف المسطرة في إطار المخطط الفلاحي الجهوي، وسجلت اللجنة الجهوية التقنية للسكر من خلال تقييم حصيلة موسم الشمندر للموسم 2014-2015 نتائج جيدة تواكب النتائج القياسية المسجلة خلال الموسم الذي قبله حيث بلغت المساحة المنجزة حوالي 14750 هكتار والتي تم زرعها بالبذارة بنسبة 100 بالمئة وكان لها وقع إيجابي على الكثافة المسجلة التي بلغت 86761 جدر للهكتار وكذا معدل المردودية الذي بلغ 68.50 طن للهكتار، يشار إلى أن معدل المردودية المسجل اعتمادا على نسبة 16.50 في المئة من نسبة السكر هو 79.40 طن للهكتار يرجع بالأساس إلى خطة مكننة المسار التقني المندمج وإدخال أصناف بذور جديدة لفائدة المنتجين تتميز بمؤهلات إنتاجية عالية مع مقاومة مرض الريزومانيا والتعفن واستعمال التقنيات المقتصدة للماء وتكثيف برامج البحث والتنمية وإدماج المظام المعلوماتي الجغرافي كمشروع نموذجي لتسيير ومتابعة حالة الشمندر السكري. وقد تم خلال موسم 2014-2015 معالجة إنتاجية ب993 ألف طن أي ما يناهز 99.30 في المئة من الإنتاجية المرتقبة خلال المواسم القادمة التي قدرت بمليون طن مع نسبة حلاوة جيدة ناهزت 18.37 في المئة مما مكن من استخلاص 135 ألف طن من السكرالخام بمعدل مردودية 11.53 طن من السكر للهكتار، وأيضا تعرف عملية القلع الميكانيكي إقبالا هاما بحيث سجلت المساحة المنجزة زيادة بنسبة 69 في المائة مقارنة مع نسبة الموسم الذي قبله والذي يرجع إلى قرار اللجنة التقنية الجهوية الذي يلزم المزارعين بالمكننة الشاملة والتي تم تحديدها في مساحة ناهزت 1200 هكتار

## الصناعة التقليدية
تعرف الجهة تنوعا في صناعاتها التقليدية الذي يرجع إلى مؤهلاتها الطبيعية وكثرة سكانها القرويين، ومن بين القطاعات التي تتوفر عليها الجهة نجد:
- قطاع النسيج: الزربية والحنبل، الخياطة التقليدية، الجلابة البزيوية والهدون، الأحزمة التقليدية.
- قطاع الجلد: الأحذية التقليدية، الملابس الجلدية.
- قطاع الخشب: النجارة الفنية، النحت على خشب العرعار، النحت على خشب اللوز، النحت على أخشاب أخرى.
- قطاع الطين والحجر: النحت على الحجر، الفخار والخزف.
- قطاع المعادن: الحديد المطروق، الأسلحة التقليدية والصياغة.
- قطاع المصنوعات النباتية: الحصيرة والروتان والدوم والقصب.
- قطاعات أخرى: السراميك وفن الديكور.

## البنية التحتية
تعرف جهة بني ملال خنيفرة إحداث العديد من المشاريع المهيكلة وذلك بغية تسريع وتيرة التنمية الاقتصادية والاجتماعية بالجهة، حيث يتم إنجاز مشروع سكك حديدية سيربط مدينة الدار البيضاء بواد زم ومدينة بني ملال. حيث تعتبر البنية التحتية لمدينة بني ملال جد متطورة، ثم مدينة خريبكة ببنية تحتية شبه متوسطة.

### مطارات الجهة
لا يوجد بالجهة إلا مطار بني ملال الدولي.

## القطاع الصحي
تتوفر جهة بني ملال خنيفرة على عدة مستشفيات، حيث تتوفر مدينة بني ملال على مستشفى جهوي الذي يعد أكبر مستشفيات الجهة، بالإضافة إلى المستشفيات الإقليمية المتعددة في كل مدن الجهة، كما أن مدينة بني ملال تتوفر على أكبر عدد من المصحات الخصوصية نظرا للتطور الذي تعرفه المدينة، من بين هذه المصحات: مصحة ابن سينا الدولية- مصحة الرازي- مصحة بن حسو- مصحة جبران- مصحة الشفاء الدولية...وغيرها من المصحات المشهورة وطنيا.

## قطاع التعليم
تعرف الجهة نسبة الأمية مرتفعة جدا، باستثناء مدينة بني ملال التي تعتبر أحد المدن الخمسة الرائدة وطنيا في مجال التعليم المدينة التي أصبحت فيها نسبة الأمية ضئيلة جدا، تتوفر مدينة بني ملال على أكبر عدد من الثانويات الإعدادية والتأهيلية بعدد يتجاوز 115 ثانوية عامة وخاصة.

### الأمية
تعرف الجهة ارتفاعا في نسبة الأمية باستثناء مدينة بني ملال التي أصبحت فيها الأمية شبه معدومة. فقد كشفت المندوبية السامية للتخطيط أن عدد الأميين في المغرب سنة 2014 بلغ ثمانية ملايين ونصف وتتصدر الجهة نسبة ارتفاع الأمية ب38.6 في المئة وهي أعلى نسبة في جهات المغرب وذلك يرجع إلى عوامل كصعوبة ووعورة مناطقها وكثرة جبالها وأيضا انتشار ثقافة بين بعض السكان المحليين القرويين وهي عدم إرسال الفتاة للمدرسة بالإضافة إلى ارتفاع عدد المسنين الذين يسجلون أعلى نسب الأمية وقد بذلت جهود لمحوه من خلال دروس محاربة الأمية التي تقدم في المساجد ومراكز أخرى للمسنين وتيسير ولوج الأطفال للمدرسة وهيكلة مشاريع تعليمية.

### مؤسسات التعليم العالي والمهني
- المعهد التقني الفلاحي الفقيه بن صالح يختص في تربية المواشي والزراعات المتنوعة.
- المعهد التقني الفلاحي بن خليل خنيفرة (صندوق البريد 190) يختص في تربية المواشي والأشجار المثمرة.
- مركز التكوين المهني بني ملالOFPPT غايته تكوين وتأهيل وتكوين الأطر في مجال الأشغال والصناعات الكبرى ومجال الفندقة والسياحة وقطاع التجارة والتسيير والمعلوميات وقطاع المقاولات والعمل الاجتماعي.

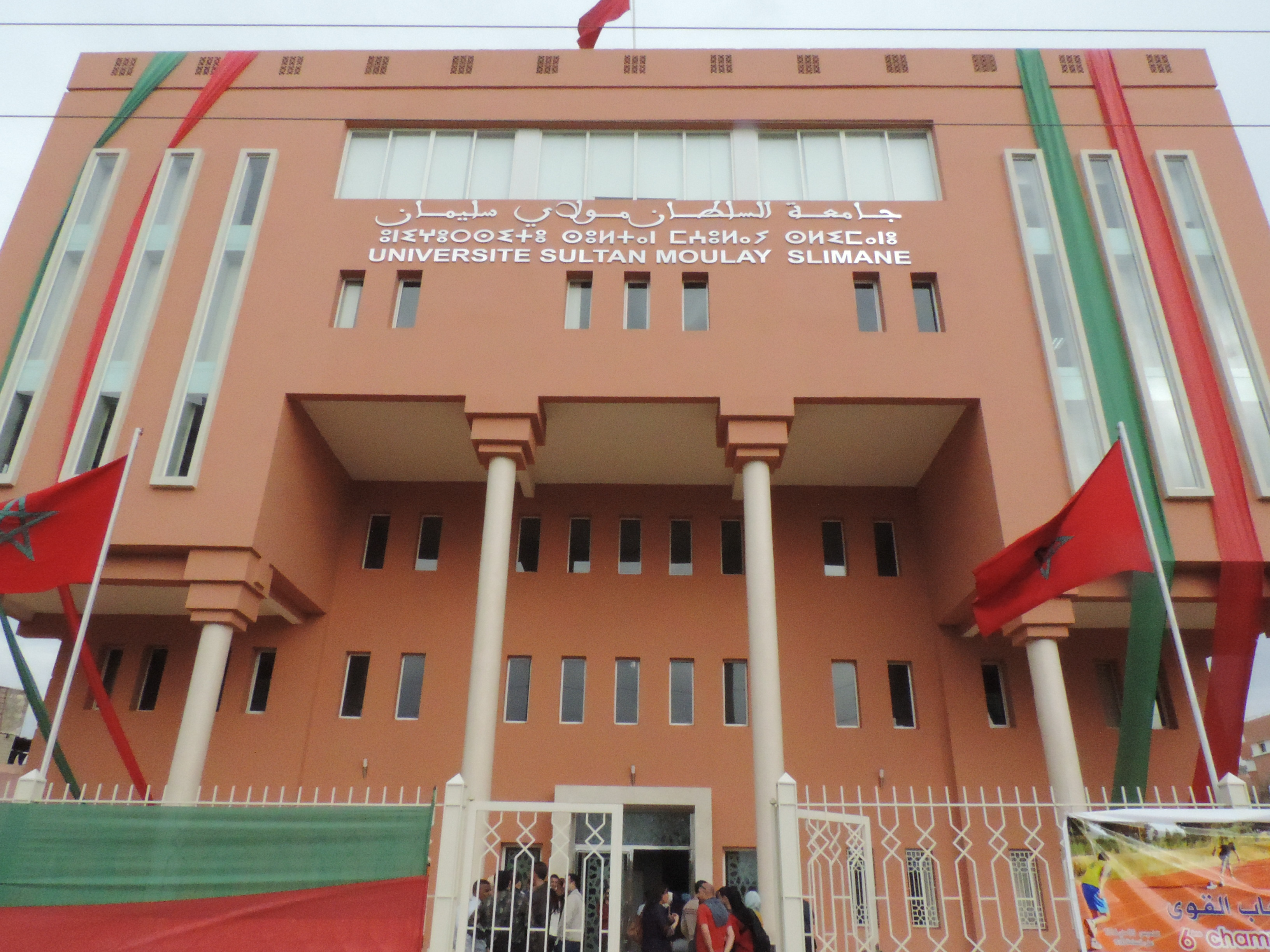
جامعة السلطان مولاي سليمان مدينة بني ملال

- جامعة السلطان مولاي سليمان مدينة بني ملالالمعهد العالي للإعلام والإتصال ITA و ISTA (بمدينة بني ملال).
- جامعة السلطان مولاي سلميان كلية الأداب والعلوم الإنسانية (بمدينة بني ملال).
- جامعة السلطان مولاي سليمان كلية العلوم والتقنيات (بمدينة بني ملال).
- المدرسة العليا لتكوين الممرضين.(بمدينة بني ملال).
- المدرسة العليا لتكنولوجيا EST (بمدينة بني ملال).
- المدرسة العليا للتجارة والإدارة (بمدينة بني ملال).
- المدرسة العليا للتقنية (بمدينة بني ملال).
- الكلية الوطنية متعددة التخصصات (بمدينة بني ملال).

## جو ومناخ الجهة
مناخ جهة بني ملال خنيفرة قاري إلى جاف جنوب الجهة خصوصا في منطقة بني ملال بينما المناخ شمال الجهة قاري وشديد البرودة حيث تشهد بعض المناطق نزول درجة الحرارة تحت الصفر ليلا، أما في فصل الصيف ترتفع درجة الحرارة فوق الثلاثين والأربعين فتكون شديدة الحر، تشهد الجهة سقوط نسبة عالية من الأمطار شتويا إضافة إلى تساقط الثلوج بشكل وفير خصوصا في المناطق الجبلية على القمم المرتفعة. وذلك ما أدى إلى كثرة المنابيع والأنهار والمياه الجوفية حيث لا تعاني الجهة من نقص في المياه إلا في بعض المناطق فكان ذلك سببا في كثرة الإنتاج الفلاحي للجهة وتنوعه.

## السياحة

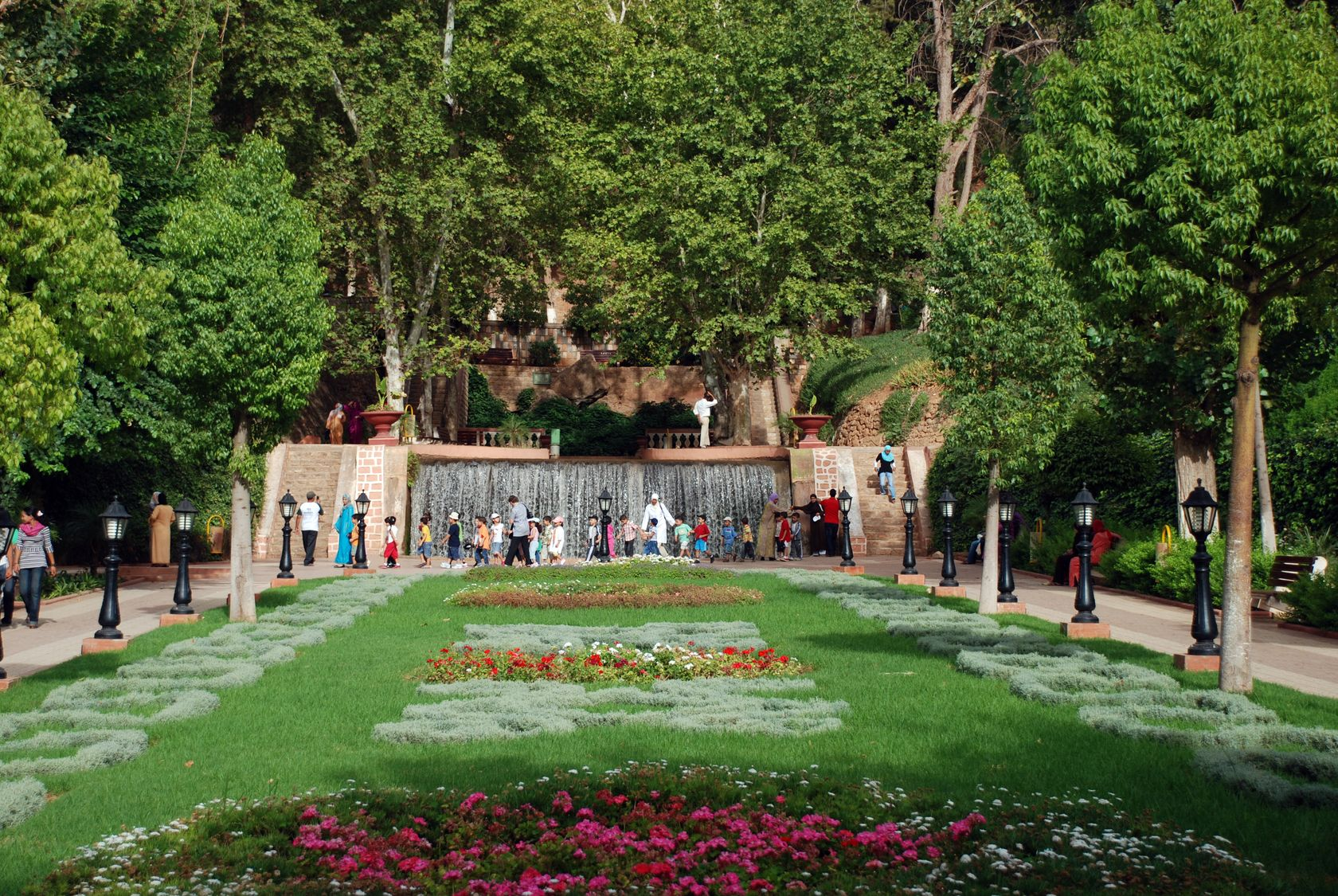
عين أسردون مدينة بني ملال

تتوفر الجهة على عدة مناطق سياحية لأن مدينة بني ملال تحتوي على عدة آثار تتميز بخاصية فريدة فقد بنيت فوق الكهوف كما يؤكد بعض المؤرخين أنها أقدم الأماكن التي استعمرها الإنسان في شمال أفريقيا حيث اكتشف استعمال الأدوات الحديدية في عملية الحفر والثقب ويظهر ذلك على جدران الكهوف وواجهاتها وتفصيلاتها وأشكالها الهندسية، وتتميز بني ملال بمآثرها التاريخية أسوار تعود إلى عهد مولاي إسماعيل، المنارة التي يعود تاريخ بنائها إلى عهد الموحدين، وعلى القرب من المدينة تتواجد مناطق سياحية هي شلال أودج شلال اجرجر أوشراح بتغزيرت عين تيطاوين منتج تغبالوت وهي من ضمن أجمل المدن المغربية، مما جعلها قبلة للسياح الأجانب وغير الأجانب. وبالقرب من بني ملال توجد شلالات عين أسردون التي تعتبر من بين المزارات السياحية في المغرب تقع هذه شلالات في المنطقة السهلية، حيث تنساب المياه نزولا على شكل شلالات وتشكل منظرا بديعا، مع الشكل الهندسي الأندلسي الرائع ومبدع لحدائقه مما جعله قبلة للسياح من مختلف الدول بالإضافة إلى الحدائق الرائعة في مدينة بني ملال التي لا تعد ولا توصف وفي إقليم أزيلال توجد شلالات أوزود المعروفة والمشهورة في المغرب كله كونها شلالات وعلى مقربة منها توجد بساتين ووديان وطواحين.
أما مدينة خريبكة فتضم حدائق ومتنزهات وهي مجموعة حدائق جذابة صممها الفرنسيون حيث تضم أشجارا قديمة وشامخة ترخي بظلالها على الحدائق التي تسقى كل يوم من طرف طاقم مسؤول عن ذلك. كما تضم كراسي مجهزة لراحة الزوار تحت ظلال أشجار النخيل الكثيفة وهناك مسابيح المدينة وهي المسبح الصغير والكبير والبلدي والمهندسين ومسبح مركب الشروق مما جعل المدينة تجذب نصيبها من السائحين سنويا.
وكذلك منبع نهر أم الربيع الذي يجذب الكثير من السائحين خصوصا في فصلي الربيع والصيف نظرا لتنوع مياهه بين المالح والحلو ولكثرة منابيع النهر ولتوفره على شلال ومغارة مما جعله قبلة للسائحين في قضاء عطلهم. وعلى بعد هذا النهر تتواجد منطقة سياحية أخرى هي أكلمام ازكزى ترجمتها باللغة العربية الضاية الزرقاء حيث في منطقة الضاية تقترب القردة من الناس لإطعامها وبذلك يكون مجيء السائحين لها أهداف عدة منها السباحة في الضاية والتمتع بالمنظر الخلاب للماء والغابة المحيطة بها مع مشاهدة القردة وإطعامها. وكذلك بجوار مدينة مريرت التابعة للجهة تتواجد منطقة سياحية هي زاوية إفران. وعلى بعد كيلومترات من مدينة خنيفرة منطقة سياحية مهمة هي زاوية الشيخ. يذكر توفر الجهة على ثروة غابوية تتكون من شجر البلوط وغيرها وثروة فلاحية تتكون من بساتين الزيتون والتين وغيره والتي لها حظها في إنعاش السياحة في الجهة.

## أعلام الجهة
- موحا أوحمو الزياني قائد قبائل زيان الذي يشهد له التاريخ قهره للمستعمر الفرنسي وهزيمتهم النكراء في معركة الهري[10]
- موحا أوسعيد قائد قبائل آيت سري الأمازيغية بمنطقة تادلة حيث تصدى للمستعمر الفرنسي قال عنه الفرنسيين أمير حرب واسع النفوذ[11][12]
- علي أمهاوش قائد الزاوية الدرقاوية المتصدية للاستعمار الفرنسي

وهؤلاء المجاهدين الثلاث كان الفرنسيون يسمونهم الثالوث البربري
- مولاي الطيب الشرقاوي سياسي شغل منصب وزير الداخلية ورئيس المجلس الاعلى.
- عثمان أشقرا باحث خريبكي سوسيولوجي وأديب.
- الحبيب المالكي ابن أبي الجعد وزير الفلاحة والتنمية القروية في حكومة التناوب ووزير التربية الوطنية سابقا.
- الحاج كدري بنعزوز أو الدزايري المقاوم المجاهد ضد الاستعمار الفرنسي اختفى في ظروف غامضة.
- الحاج إبراهيم الراجي بن بوعزة بن أمحزون من الأبطال المقاومين للاستعمار الفرنسي.[14]
- لحسن الداودي ولد بنواحي بني ملال سياسي وأستاذ محاضر، عضو بارز في حزب العدالة والتنمية، يشغل منصب وزير التعليم العالي والبحث العلمي وتكوين الأطر منذ 3 يناير 2012 في حكومة بنكيران.
- الحبيب الشوباني سياسي مغربي، عين سابقا وزيراً مكلفاً بالعلاقات مع البرلمان والمجتمع المدني في حكومة بنكيران
- الشرقي اضريس الوزير المنتدب لدى وزير الداخلية في حكومة عبد الإله بنكيران.
- الجنرال دوكوردارمي بوشعيب عروب مفتش عام للقوات المسلحة الملكية ابن منطقة الكفاف قرب وادي زم
- عبد الإله سعيد والي أمن فاس ابن مدينة وادي زم
- أشرف حكيمي لاعب فريق الريال مدريد أصله من وادي زم

## الرياضة

### كرة القدم
أشهر أندية الجهة هي:
نادي أولمبيك خريبكة ممثل مدينة خريبكة من أهم ما حققه هذا النادي حصوله على الدوري المغربي الممتاز سنة 2007 وكأس العرش المغربي سنة 2006 وسنة 2015 بعد فوزه في النهائي على نادي الفتح الرباطي بركلات الترجيح إضافة إلى حصوله على وصافة بطل الدوري عدة مرة ووصوله إلى نهائي كأس العرش أربع مرات. نادي شباب خنيفرة ممثل مدينة خنيفرة أهم ما حققه هذا النادي هو بلوغ الدوري الممتاز سنة 2014 لعب في موسم بعد ذلك هبط إلى القسم الثاني. نادي الرجاء الملالي تم تأسيس هذا النادي سنة 1956 عن طريق دمج ناديين، حصل الفريق على بطولة الدوري المغربي سنة 1974 ووصل 3 مرات إلى المربع الذهبي لكأس العرش سنة 1965 - 1971 - 1995 ومن بين أنجح اللاعبين الذين أنجبتهم الكرة الملالية: أحمد نجاح ومحمد براوي ومحمد مديحي...إلخ. نادي قصبة تادلة نادي يمارس بالدرجة الثانية وصل مرة واحدة إلى الدوري الممتاز وقضى فيه موسم واحد. نادي شباب مريرت ممثل مدينة مريرت يمارس بدرجة الهواة. نادي الفقيه بن صالح أحد أندية الهواة.

شعار نادي أولمبيك خريبكة.
شعار نادي رجاء بني ملال
شعار نادي شباب أطلس خنيفرة

### ألعاب القوى
تتوفر الجهة على موهلات وطاقات بشرية على مستوى ألعاب القوى ومن بين لاعبو القوى في الجهة نجد:
- جواد غريب بطل العالم مرتين في سباق الماراتون إحداها في هلنسكي[17] والاخرى في باريس وأفضل رياضي في المغرب سنة 2008
- هشام السغيني ولد بمدينة بني ملال لاعب مسافات متوسطة له مشاركات دولية ومحلية
- محمد مستاوي ولد بمدينة خريبكة له مشاركات دولية في البطولات العالمية